# ファインダー (望遠鏡)

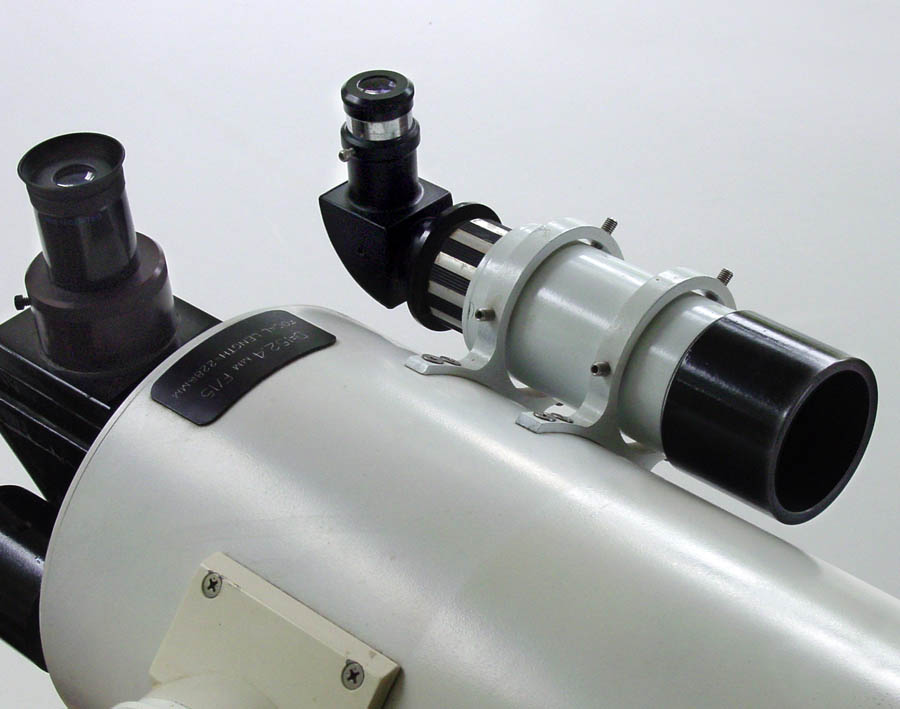
6インチ天体望遠鏡に取り付けられた、口径50ミリメートルのファインダー（天頂プリズム付）。

望遠鏡のファインダー（英: finder、finder scope）は、案内望遠鏡（あんないぼうえんきょう、英: guiding telescope）とも呼ばれ、目標とする天体を視認し、望遠鏡へ導入するための付属品である。一般的には望遠鏡に同架する低倍率・広視野の小型望遠鏡で、主望遠鏡と平行に取り付けて使用し、視野内には通常十字線があって、その交点に目標の天体を導くと、狭い主望遠鏡の視野内でもみえるようになる、というものである。天体望遠鏡の本体は、低倍率にしても視野はそれほど広くないため、主望遠鏡だけで目標の天体を視野内に導入することは容易ではない。低倍率で広視野のファインダーを使うことで、主望遠鏡へ素早く目標の天体を導入することができる。

## 登場

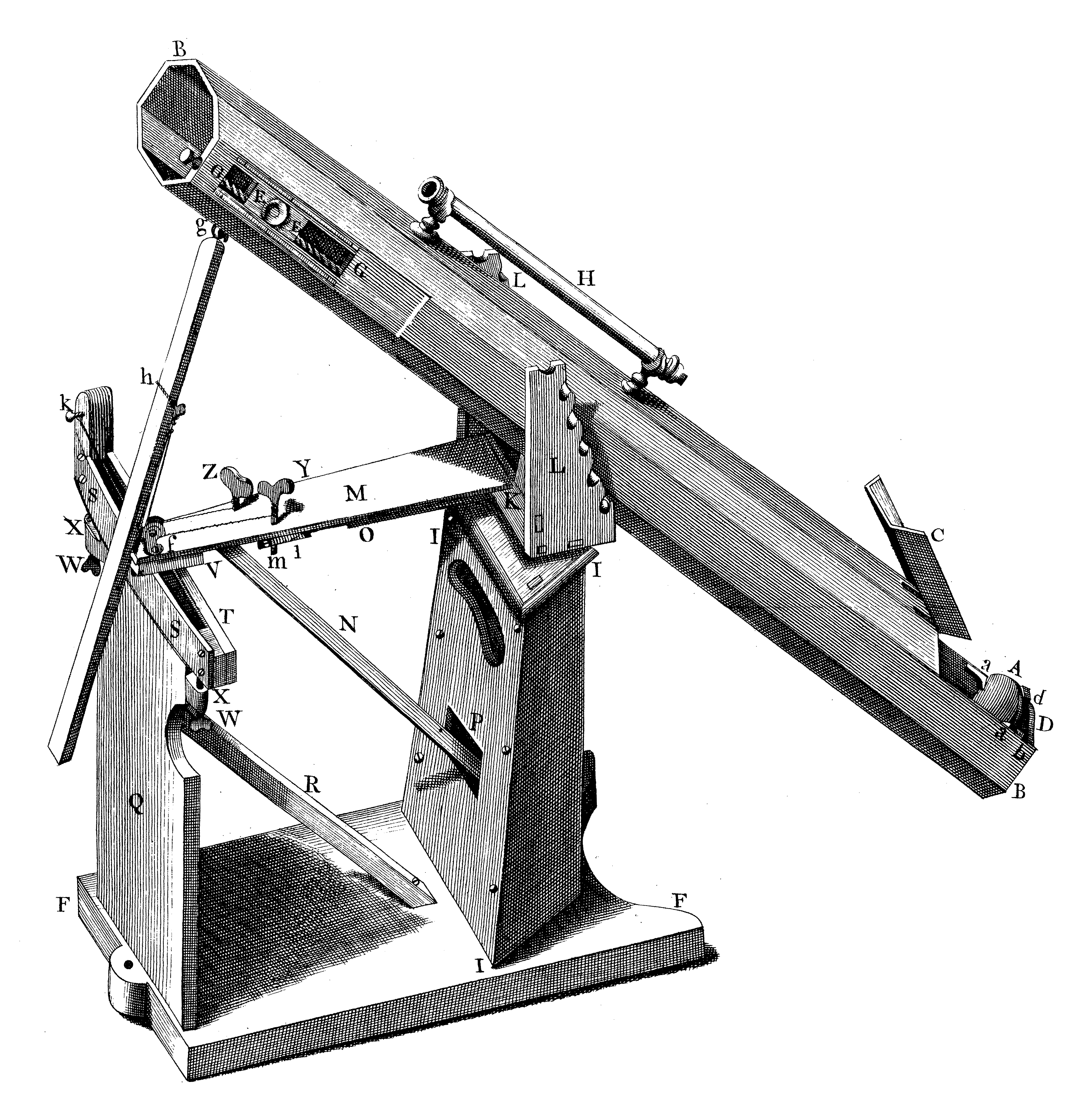
ジョン・ハドリーが製作した反射望遠鏡の図。“H”がファインダー。「望遠鏡Hの支援で、鏡筒は容易に天体へ向けられ」と述べられている。

望遠鏡と平行に小望遠鏡を取り付け、望遠鏡への天体導入を容易にするという、ファインダーの概念を考案したのは、クリスティアーン・ホイヘンスといわれる。実際にファインダーを備えた望遠鏡としては、1722年にジョン・ハドリーが製作した、放物面鏡を採用し、口径が大きく実用的なニュートン式望遠鏡には、既にあったことがわかっている。

## 機構

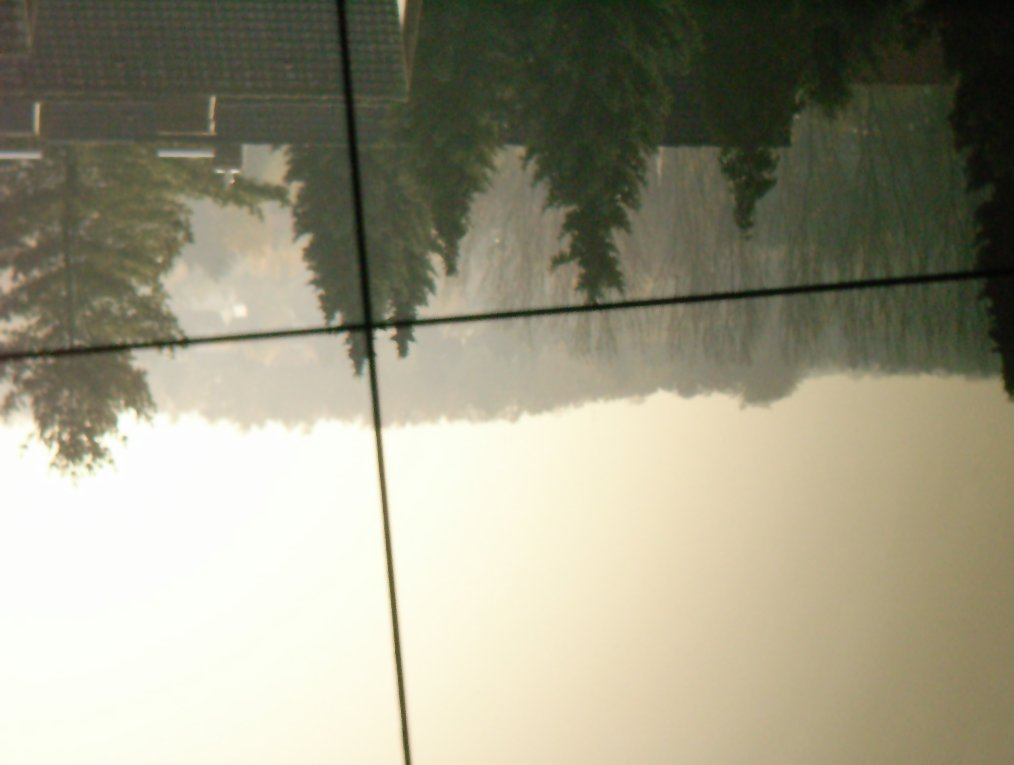
ファインダーを通してみた風景。十字線がみえ、倒立像となっている。

ファインダーは、その役目を果たすためには、光軸が常に主望遠鏡の光軸と平行になっていなければならない。そのため、望遠鏡を使用する前に、ファインダーが望遠鏡と同時に同じ対象がみえるように調整する作業（ファインダー合わせ）が必要で、調整を行うための機構も、ファインダーには備わっている。ファインダーの接眼レンズには、通常十字線（レチクル）が刻まれており、ファインダーと主望遠鏡の平行が出ていれば、十字線の交点に目標をとらえたときに、主望遠鏡の視野中心にその目標がみえるようになっている。一般的なファインダーは、小型のケプラー式望遠鏡で、ファインダーをのぞいたときにみえる像は、倒立像となる。天体望遠鏡では、倒立像でも機能的に問題ないが、より便利に使えるように、途中にプリズムを挿入し、正立像がみえるようにしたファインダーもある。また、暗い視界でもみやすいように、十字線を暗視野照明で照らせるものもある。接眼レンズの光学系には、ケルナー式を採用しているものが多い。

## 性能

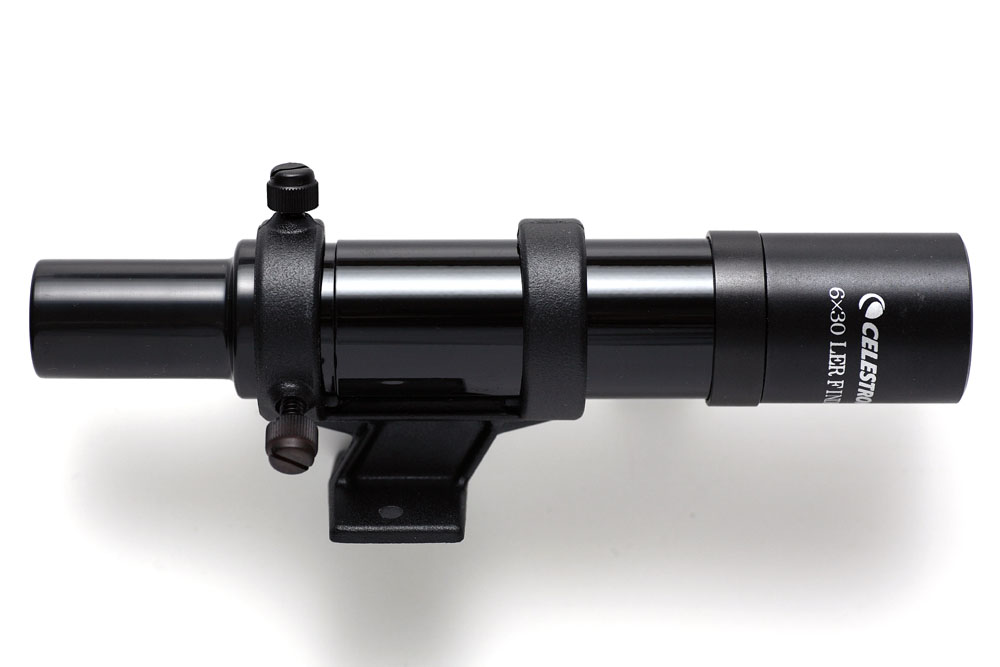
仕様の表記されたファインダーの例。この場合は、（倍率）6倍（口径）30ミリ。

望遠鏡型のファインダーには、双眼鏡にあるものと同じような、仕様を表す数字が表記されている。この表記は、（倍率）×（口径）で表されており、例えば、6×30と書かれていれば、倍率が6倍、対物レンズの口径が30ミリメートルであることを示す。一般的なファインダーは、口径が2ないし5センチメートル、倍率は5ないし10倍程度となっている。星雲や星団などの淡い天体の観察に、目標を直接視認するためのファインダーは、なるべく口径が大きい方がよく、5センチメートルを超えるファインダーも使われるが、本体の望遠鏡とのバランスも考慮する必要がある。

## 取付
ファインダーの取付金具は、ファインダーの鏡筒を受ける取付部と、主望遠鏡にファインダーを取り付けるファインダー脚からなる。脚は、主望遠鏡の鏡筒、もしくは接眼部に取付けられ、ファインダーを主望遠鏡に対してしっかりと固定しておく役目を担う。取付部には、ファインダーの調整を行うための、ファインダー方向修正ネジがついており、3本または6本の小ネジがある。小ネジには、ローレットがついている。3本のネジのものは、取付部の内径を鏡筒の直径に合わせたり、Oリングを入れたりして、取付部そのものが支点となるようになっており、6本のネジのものは、前方3本と後方3本からなり、前方のネジ3本は締めておいて支点をつくり、後方のネジ3本で調整を行う。小ネジにはロックナットがついていて、調整が終了したら、ロックナットを締め付けてネジを固定し、ファインダーが動かないようにする。

## 別方式

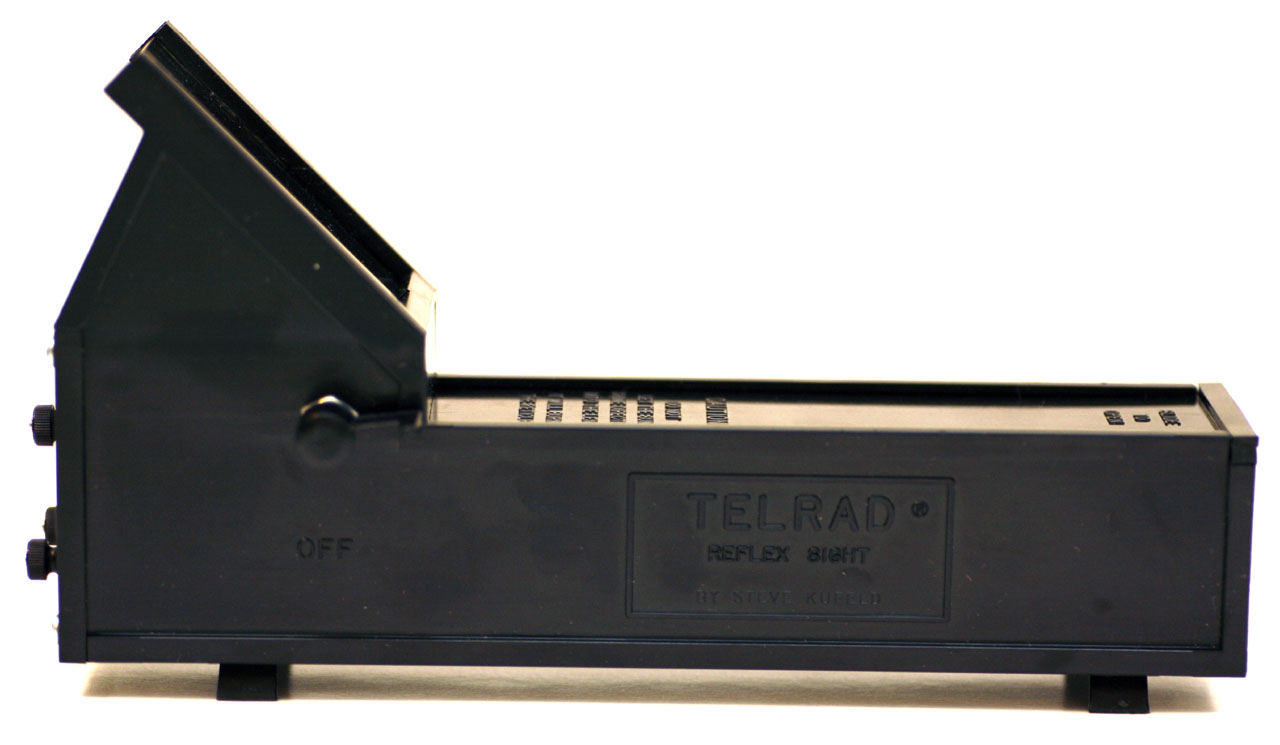
等倍ファインダーの代表的なものの一つ、テルラドのLEDファインダー。アメリカのアマチュア天文家スティーヴ・クフェルド（Steve Kufeld）が、ノルデン爆撃照準器の設計概念を基に開発した。

ファインダーには、一般的な望遠鏡型のファインダーとは異なる形式のファインダーも存在する。その中でも、比較的よく普及しているのが「等倍ファインダー」である。倍率は1倍で、レンズはないので肉眼と同じ明るさの天体しかみることができないが、視野が広く、正立像で望遠鏡の向きがわかりやすいという利点がある。
最も単純なものは、のぞき穴式ファインダーで、望遠鏡の前後にある金具の穴を通してみた対象が、望遠鏡の視野に入る、というものである。同じ方式で、細いパイプを通してみるものもある。
また、ガラス越しにのぞいて、その視界にLEDやレーザーなどを使い、照準用の赤い光点や十字線を浮かび上がらせる仕組みの等倍ファインダーもあり、これはドットサイトファインダーともいう。

## 必要性
ファインダーは、それなしでは望遠鏡を使えないともいわれるほど、天体望遠鏡にとって大切なもので、鏡筒に必ず付属していた。しかし、自動導入装置が進歩、普及してきたことから、ファインダーは必須の付属品というわけでもなくなりつつある。

## 関連文献
- 吉田, 正太郎『よくわかる天体望遠鏡』地人書館、1981年7月15日。ISBN 4-8052-0148-7。